# Etheostoma radiosum
Etheostoma radiosum är en fiskart som först beskrevs av Carl Leavitt Hubbs och John D.Black, 1941.  Etheostoma radiosum ingår i släktet Etheostoma och familjen abborrfiskar. Inga underarter finns listade i Catalogue of Life.